# マーベル・テクノロジー・グループ
マーベル・テクノロジー・グループ（Marvell Technology Group Marvell発音例）はアメリカ、カリフォルニア州の資本のファブレス半導体メーカーである。1995年設立。共同創立者はSehat Sutardja、Weili Dai、Pantas Sutardjaの3名である。

## 概要
1995年にカリフォルニア大学バークレー校で出会った中国系インドネシア人移民の夫婦によって設立された。
5000人以上の従業員がおり、カリフォルニア州サンタクララを中心に、アリソビエホ、サンディエゴ、アリゾナ州、コロラド州、マサチューセッツ州に拠点を設置している。国外では主にドイツ、インド、イスラエル、イタリア、日本、シンガポール、台湾など各国にオフィスを設置している。なお、自社でファブを持たないため、半導体の製造は主にGLOBALFOUNDRIES、TSMCなどの外部ファウンドリへ委託している。
半導体製品は、様々な機器に組み込まれる制御装置に用いられている。これらを大別するとコンシューマ向け製品、ネットワーク製品、モバイル・ワイヤレス製品、ストレージ製品に分かれる。Marvell社は特にSoC技術に強く、多岐に渡る製品ラインナップを持ち、採用事例も幅広い。また、業界初のSATA Revision 3.0(6Gb/s)コントローラーや、プラグコンピュータプラットフォームを開発するなど、先端技術の開発にも力を入れている。
主力となる製品群に関連する特許や技術を持つ企業の買収、子会社化、IP資産や人材獲得などにも力を入れている。発表によると、年間10億個以上のチップを顧客へ販売したとされる。

## 製品

### コンシューマ向け製品
- 組み込みプロセッサ全般
- タブレットPC本体およびタブレットPC用チップセット
- プラグコンピュータ
- システムコントローラ
- 電源制御DSP
- VoIP関連機器
- GPS関連機器
- 画像変換チップ
- HDTV関連機器
- Blu-ray Disc向け半導体レーザー装置
- AM/FM ラジオチップ

### ネットワーク製品（モバイル・ワイヤレス製品）
- ルーター
- イーサネットコントローラチップ
- ギガビット・イーサネットコントローラチップ
- TD-CDMAチップ
- 無線LANチップ
- Bluetoothチップ
- ネットワークスイッチ
- ギガビット・イーサネットトランシーバー

### ストレージ製品
- シリアルATAコントローラ
- SSDコントローラ
- テープドライブコントローラ
- SASコントローラ
- NASコントローラ
- ファイバチャネルコントローラ
- PCIブリッジチップ
- PCI-Expressブリッジチップ

## 歴史

### ARM ライセンス
2004年5月25日、英ARMはARMアーキテクチャのライセンスをマーベルに供与したと発表。これによりマーベルは、ARMアーキテクチャ上で動作する組み込みCPUを搭載したSoCの開発が可能となった。これらの技術を応用して、大手顧客向けに特定用途向けASIC製品の提供を開始。

### XScaleの買収
2006年6月27日 - 米インテルからXScaleマイクロアーキテクチャなどの技術とモバイル事業を買収することを発表。買収額は6億ドル。1400人の技術者・従業員もマーベルへ移籍し、買収は2006年11月8日に完了した。マーベルはこの買収契約条件として2008年6月までXScaleプロセッサの組み立て、供給をインテルに委託した。なお、2009年現在は同社の契約ファウンダリにてXScaleプロセッサの生産を行っている。

### iPhoneへの採用
2007年6月29日 - Appleから発売されたiPhone、iPod touchに搭載される無線LAN (Wi-Fi) チップにMarvell 88W8686チップが搭載されたことを公開。続く、iPhone 3G、iPhone 3GSにおいても、同社の88W8686チップが採用されている。なお、搭載チップセットの設計は村田製作所が担当している。

### 超小型プラグコンピュータを発表
2009年2月23日 - マーベルはLinux OSを搭載したコンセント直結型PCプラットフォーム「Plug Computing」を発表した。
開発キットとして「SheevaPlug」、「Plug Computer 3.0」をリリースしており家庭用マルチメディアサーバ、産業ロボット、学術研究、グリッド・コンピューティング、医療システム向けプラグコンピュータ製品として各ベンダーから提供される。日本では、SheevaPlugをベースに玄人志向から発売されたプラグコンピュータ「玄柴」(KURO-SHEEVA) などが注目を集めている。

### パソコン向けCPU市場への参入
2009年10月20日 - マーベルはARMアーキテクチャをベースとするARMADAシリーズを発表した。
この発売を機にネットブック、タブレットPCなどに搭載されるCPU市場にも参入することとなり、Intel Atomプロセッサなどと競合する。同社のARMADAプロセッサは数種類あり、パソコン向け以外に、モバイル インターネット機器、デジタル家電、スマートフォン、HDTV関連機器などへの採用が予定されている。

### SATA Revision 3.0 (6Gb/s) コントローラ出荷

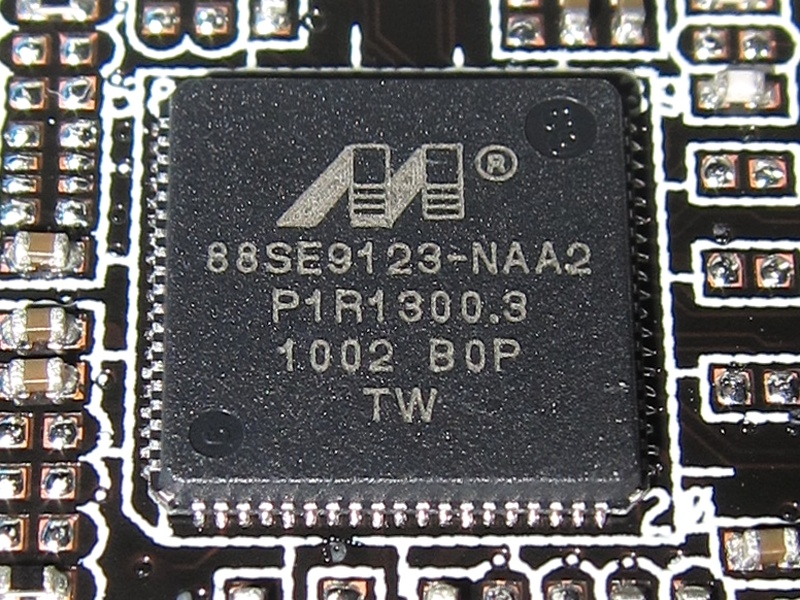
ASUS P7P55D-Eに搭載されているMarvell 88SE9123

SATA Revision 3.0 (SATA 6Gb/s) コントローラチップの出荷を行っている。コンシューマ向けとして自作市場でも流通しており、インターフェースカードやマザーボード上に、「Marvell 88SE9128」や「Marvell 88SE9123」が搭載されている。
製品表記として「Marvell 9128」や「Marvell 9123」と表記されている。なお、Marvell 88SE9128のみRAID構成に対応する。
コンシューマ向けSATA Revision 3.0 コントローラチップ製品では競合するメーカーが存在しなかったため、マザーボードで採用されているチップのほとんどがマーベル製となっていた。
Marvell 88SE9123はリリース当初、パラレルATAとの互換性に問題があったとされ一時的に採用が見送られたが、ただちにこの問題を解消した新リビジョン版がリリースされ、各社においてチップの採用、販売が開始された。コンシューマ製品ではNEC製USB 3.0コントローラチップと同一の基板上に搭載され、単一製品として販売される事例が多い。
RAID構成に対応したSATA Revision 3.0 コントローラー製品化はマーベルが世界初である。
2010年にはSATA 6 Gb/sおよびSerial Attached SCSI (SAS-1.1/2.0)に対応した「Marvell 88SE9480」、「Marvell 88SE9485」 がリリースされた。同チップはPCI Express 2.0 x8をサポートしている。

### 世界初のクアッドコアARMプロセッサを発表
2010年1月13日 - 世界初のクアッドコアARMプロセッサを発表した。2009年10月に発売したArmada 500/600をベースとして開発したとされ、動作周波数は最大1GHzとなる。主にゲーム機や民生機器向けに開発したとされる。

### タブレットPC「Moby」を発表
2010年03月18日 - タブレットPC「Marvell Moby」を発表した。学生向けとされ、99ドルで発売される。Marvell ARMADA 600プロセッサを搭載しており、高解像度1080pフルHD動画再生、Adobe Flashのサポート、3Dグラフィックス、Wi-Fi、Bluetooth、FM、GPSなどを備え電子ブックリーダー機能を搭載する。OSとしてAndroidやWindows Mobileに対応する。
5月27日、OLPCの発表によるとMobyプラットフォームをベースとしたタブレットPCを2011年に提供することを発表。
Mobyプラットフォームに独自のカスタマイズを加えたタブレットPCが他社から発売されることが見込まれている。

## 買収
| 日付                              | 買収先企業                                 | 所有技術・資産 | 買収金額              |
| --------------------------------- | ------------------------------------------ | --- | --------------------- |
| 2000年10月                        | Galileo Technology社                       | イーサネットコントローラ全般 | 27億ドル              |
| 2002年6月                         | SysKonnect社                               | PC向けネットワーク機器、LANカード |                       |
| 2003年2月                         | RADLAN社                                   | 無線LAN関連の技術開発、組み込み系ネットワークソフトウェア                                                                            | 4970万ドル            |
| 2005年8月                         | Qlogic社のディスクコントローラ部門         | テープドライブ・ハードディスクドライブコントローラ                                                                                   | 2億2500万ドル         |
| 2005年12月                        | UTスターコム社のSoC設計部門                | ワイヤレス通信向けSoCの設計技術 | 2400万ドル            |
| 2006年2月                         | Avago Technologies社のプリンター半導体部門 | プリンター向けASICの設計技術 | 2億4000万ドル         |
| 2006年2月                         | インテル社のXscale技術及びに製造部門       | 情報通信端末向け組み込みプロセッサ、SoC技術                                                                                          | 6億ドル               |
| 2008年1月                         | PicoMobile Networks社                      | I-WLAN技術、IPマルチメディアサブシステム用通信ソフトウェア                                                                           |                       |
| 2010年8月                         | Diseño de Sistemas en Silicio S.A. (“DS2") | Design of Systems on Silicon |                       |
| 2012年1月                         | Xelerated                                  | Network Processors |                       |
| 2018年7月                         | Cavium                                     | ARM Processors | 60億ドル cash & stock |
| 2019年9月                         | Aquantia                                   | ASICs Mutli-Gig Ethernet |                       |
| 2019年11月                        | Avera Semi                                 | ASICs（Application Specific Integrated Circuit）                                                                                     | ６.５億ドル           |
| 2020年10月公表 2021年後半完了予定 | Inphi                                      | 光ファイバーケーブルによるデータ転送に特化。10G-800G高速アナログおよび混合信号半導体コンポーネントとオプティカル・サブシステム製造。 | 100億ドルcash & stock |

## グループ企業
- マーベル・セミコンダクター社 (MSI)
- マーベル・セミコンダクター・イスラエル社 (MSIL)
- マーベル・アジア社 (MAPL)
- マーベル・インターナショナル社 (MIL)
- マーベルジャパン株式会社
- マーベルアクセルジャパン株式会社
- マーベル台湾社
- マーベルU.K.社
- RADLANコンピューター・コミュニケーションズ社
- シスコネクト社

ニューヨークに本社を置く漫画出版社マーベル・コミック社との関連は一切無い。社名の英語表記においては、マーベル・コミック社は「Marvel」であり綴りが異なる。